# Ioánnis Rállis
Ioánnis Rállis (Ιωάννης Ράλλης) (1878 — 26 de outubro de 1946) foi um político grego. Ocupou o cargo de primeiro-ministro da Grécia entre 7 de abril de 1943 a 12 de outubro de 1944.

## Início da vida
Rallis era filho do ex-primeiro-ministro grego Dimítrios Rállis, e ele veio de uma família com uma longa tradição em liderança política. Ele estudou direito na Universidade Nacional Capodistriana de Atenas, bem como na França e na Alemanha. Após seu retorno à Grécia, ele se tornou advogado. Em 1905, ele foi eleito membro do parlamento pela primeira vez; ele permaneceu no parlamento até 1936, quando a democracia foi abolida na Grécia pelo Regime de 4 de Agosto de Ioánnis Metaxás.

## Carreira política
Rállis originalmente pertencia ao partido conservador e monarquista Partido Popular. Como membro deste partido, ele serviu em várias administrações como:
- Ministro da Marinha (4 de novembro de 1920 – 24 de janeiro de 1921). Sob o primeiro-ministro Dimítrios Rállis, seu pai.
- Ministro da Economia (26 de agosto de 1921 – 2 de março de 1922). Sob o primeiro-ministro Dimítrios Gúnaris.
- Ministro das Relações Exteriores (4 de novembro de 1932 – 16 de janeiro de 1933). Sob o primeiro-ministro Panagís Tsaldáris.

Após a vitória do Partido Popular na eleição legislativa grega de 1933, ele serviu ao novo governo sob Tsaldáris em vários cargos. Em 1935, ele teve um desentendimento com o primeiro-ministro Tsaldáris, o líder do Partido Popular, e na eleição legislativa grega de 1935 que se seguiu, ele fez campanha com Ioánnis Metaxás e Georgios Stratos como candidato do Partido dos Livres Pensadores, mas não conseguiu vencer a eleição.
A Grécia estava em um momento de grande instabilidade política e novas eleições foram realizadas, a eleição legislativa grega de 1936. Desta vez, Rállis se juntou a Geórgios Kondílis e Ioánnis Theotókis e foi eleito. O parlamento estava fragmentado, com o Partido Liberal sob Themistoklís Sofúlis tendo uma maioria de um assento e a oposição dividida entre monarquistas e comunistas e todas as filosofias entre eles.
Quando a ditadura de Metaxás foi declarada mais tarde naquele ano, e o parlamento foi dissolvido em 4 de agosto de 1936, Rállis expressou desaprovação a esse golpe político, apesar de sua amizade pessoal com Metaxas.

## Colaboração com as forças de ocupação
Após a bem-sucedida invasão alemã da Grécia na primavera de 1941, Rállis foi a primeira figura política grega eminente a colaborar politicamente com as forças de ocupação alemãs. Os alemães esperavam que Rállis ganhasse algum apoio das elites políticas gregas do pré-guerra, que ele pudesse restaurar a ordem no país e que pudesse formar uma frente anticomunista contra o Ethniko Apeleftherotiko Metopo (EAM) e o Ethnikos Laikos Apeleftherotikos Stratos (ELAS).
O EAM foi o principal movimento da Resistência Grega e foi inicialmente formado por uma aliança do Partido Comunista da Grécia, o Partido Socialista da Grécia, a República Popular Grega e o Partido Agrário da Grécia. O ELAS era seu braço militar. Como o anticomunismo servia como um ponto comum entre o Partido Liberal e o Partido Popular, a ideia de uma frente unida parecia plausível.
Rállis mudou o conselho do ministério e foi instrumental na criação dos chamados "Batalhões de Segurança" — grupos paramilitares colaboracionistas equipados pela Wehrmacht e dedicados à perseguição de grupos de resistência (principalmente o ELAS). Sendo mais experiente em política do que seus antecessores, um general e um médico de língua alemã, ele era mais respeitado pelos alemães e provou ser mais eficaz contra os movimentos de resistência.

## Colaboradores gregos
Todos os três administradores durante a ocupação (Geórgios Tsolákoklu, Konstantínos Logothetópulos e Ioánnis Rállis) presidiram o que era, na verdade, um governo fantoche (1941–1944) completamente subordinado às autoridades de ocupação nazistas. Assim, todos eles falharam em impedir que os nazistas impusessem pesadas taxas de "reconstrução" à Grécia, pagas eventualmente pelo confisco de colheitas e precipitando uma terrível fome que, de acordo com a Cruz Vermelha, custou a vida de cerca de 250.000 pessoas (principalmente nas áreas urbanas do país). No entanto, os alemães não tinham nenhum plano deliberado de matar de fome os gregos.

## Prisão e morte
Após a libertação da Grécia, Rállis foi sentenciado à prisão perpétua por colaboração e traição. Ele morreu na prisão em 1946.

## Vida pessoal
O filho de Ioannis Rállis, Geórgios Rállis, tornou-se primeiro-ministro durante 1980–1981. Em 1947, Geórgios publicou um livro intitulado Ioánnis Rállis Fala do Túmulo, que consistia em um texto de remorso escrito por seu pai durante sua prisão. Um mulherengo, durante seu mandato como primeiro-ministro Quisling, ele teve um caso com a atriz de teatro Eleni Papadaki. Seu relacionamento causou sensação na Atenas da época, alimentado pela imprensa de esquerda antagônica.